# Georges Aubert (pédologue)
Pour les articles homonymes, voir Georges Aubert et Aubert.
Georges Aubert est un pédologue français né le 3 mars 1913 à Paris et mort le 6 septembre 2006 à Romorantin,. Il a joué un rôle important dans l'élaboration de la classification française des sols et dans la cartographie des sols tropicaux.

## Biographie
Né d'un père archéologue médiéviste, membre de l'Institut de France, il entre à l'Institut national agronomique de Paris en 1931, où il a pour enseignant Albert Demolon, et dont il sort diplômé en 1933. En 1934, il entre au Laboratoire des sols du Centre national de recherche agronomique, à Versailles, comme assistant de Demolon. Il épouse en 1937 Gabrielle Marie, avec qui il fait 7 enfants. En 1944, il est détaché auprès de l'Office de la recherche scientifique coloniale (ancêtre de l'ORSTOM, puis de l'IRD), comme directeur de laboratoire, puis chef du service des sols et la section de pédologie. De 1957 à 1961, il est directeur de l'Institut d'enseignement et de recherches tropicales, à Bondy. À partir de 1942, il enseigne la pédologie dans différentes écoles supérieures : l'École supérieure d'application d'agriculture tropicale, École nationale supérieure d'agriculture et des industries alimentaires, l'École supérieure d'agriculture et viticulture d'Angers, l'École nationale d'agriculture de Grignon, l'université de Paris 6... Il prend sa retraite en 1975.

## Travaux scientifiques
Entre 1934 et 1944, il réalise la cartographie des sols de l'Ouest et du Centre-Ouest de la France. À partir de 1944, il est à la tête d'un projet de cartographie détaillée des sols des colonies françaises d'Afrique de l'Ouest, d'Afrique équatoriale, à Madagascar et en Guyane, en partenariat, notamment, avec Stéphane Hénin. Il devient rapidement le principal responsable du projet. Une classification des sols tropicaux est publiée en 1967, et plus d'un millier de cartes sont produites, couvrant 4 500 000 km² dans les zones méditerranéennes et tropicales. Il mène en parallèle des recherches sur les processus de pédogénèse et sur l'utilisation agricole durable des sols. Il contribue ainsi, avec Philippe Duchaufour, à l'identification du processus de lessivage, qui jusque vers 1950 était généralement confondu avec les processus de lixiviation et de podzolisation. Il propose, en 1962, de distinguer les vertisols lithomorphes  (dont la formation est due principalement à la composition de la roche-mère, qui ont un bon drainage) des vertisols topomorphes (dont la formation est due principalement à la situation du sol dans le paysage, qui ont un mauvais drainage). Il améliore la classification des sols latéritiques, en les divisant en sols ferrallitiques et sols fersiallitiques. Il travaille également sur la salinisation des sols et sur la formation et la typologie des horizons indurés (cuirasses ferrugineuses, croûte calcaire et gyspeuse).

## Récompenses et hommages
Il reçoit la médaille de l'Académie d'Agriculture de France en 1948, le prix Demolon de l'Académie des Sciences en 1954, il est fait chevalier de la Légion d'honneur en 1957 (puis officier en 1970), chevalier des Palmes académiques en 1968 (puis officier en 1976), officier du Mérite agricole en 1974. Une Journée Georges Aubert a été organisée par l'ORSTOM en 1980. Un livre hommage, publié par l'IRD en 2013, lui est consacré.

## Œuvres
- Les sols de la France d'outre-mer - Monographie -Inra Paris, 1943.
- La pédologie (coll. J. Boulaine) Que sais-je? 1967.